# Droga do El Dorado
Droga do El Dorado (ang. The Road to El Dorado, 2000) – amerykański film animowany, drugi stworzony przez wytwórnię DreamWorks. Piosenki w filmie śpiewa Elton John, autorem muzyki do nich jest sam Elton John, teksty napisał Tim Rice. Utwory instrumentalne skomponowali John Powell i Hans Zimmer.

## Opis fabuły
Dwaj przyjaciele i złodzieje – Tulio i Miguel – zamierzają zbić fortunę na grze w kości. Aby mieć pewność zwycięstwa posługują się lewymi kośćmi, które zawsze wskakują 7. Udaje im się wygrać dużo pieniędzy i mapę do złotego miasta – do El Dorado. Niestety przez nieumyślność Tulia, wydaje się ich kant i ostatecznie zgarniają samą mapę. Po ucieczce trafiają na statek kapitana Corteza, który zamierza odkryć Nowy Świat. Nasi bohaterowie zostają odkryci i zamknięci w celi pod pokładem. Mężczyzna niosący jabłka upuszcza jedno prosto do celi Tulia i Miguela. Dzięki jabłku Miguel zmusza konia Altivo, by zrzucił klucze. Nasi bohaterowie wydostają się z celi i zamierzają uciec łódką. Niestety Altivo spada do wody i Miguel chce go uratować. Łódka spada gwałtownie do wody. Po wielu trudnościach dopływają na ląd. Miguel przypomina sobie o mapie i zauważa pierwszy punkt na niej – skałę podobną do ptaka. Dzięki maczecie bohaterowie dostają się do dżungli w poszukiwaniu dalszej drogi. Znajdują dziurę w kształcie orła, rzekę pełną krwiożerczych piranii, skałę z wodospadami podobną do płaczącej kobiety, jaskinię-czaszkę itp. Po tych przygodach docierają do płyty skalnej z dziwnymi rysunkami. Odnajdują tam Chel, która ukradła złotą czaszkę i ucieka przed armią. Żołnierze spotykają Tulia, Miguela, Altivo i Chel i prowadzą ich w wodospad. Była tam ukryta jaskinia prowadząca do El Dorado. Miejscowi biorą Tulia i Miguela za bogów i kłaniają się przed nimi. Szaman Tzekel-Kan chce sprawdzić ich moce. Podczas gdy Tulio rozmyśla nad odpowiednią sztuczką, okoliczny wulkan wybucha. Tulio podnosząc krzyk, cofa wulkan i wszyscy cieszą się. W nocy odbywa się uczta na cześć Tulia i Miguela, a następnego dnia Tzekel-Kan ma złożyć ofiarę. Tulio i Miguel protestują. W kolejny dzień odbywa się mecz wyjątkowej piłki. Piłkę trzeba przerzucić przez malutkie kółko. Nasi bohaterowie nie radzą sobie i postanawiają skorzystać ze zwierzątka Bibo, które ma grać piłkę. Niestety pod sam koniec Bibo zostaje zamieniony na prawdziwą piłkę. Tuliowi i Miguelowi udaje się ją wbić do kółka i wygrać mecz. Tzekel-Kan chce złożyć ofiarę z przegranych, ale Miguel wyraźnie tego zabrania i przy okazji zdradza swoją tożsamość i Tulia. Z jego czoła popłynęła kropelka krwi, którą zauważył Tzekel-Kan. Mówi że bogowie nie krwawią. Postanawia zemścić się i ożywia kamiennego jaguara, który napada na miasto. Po długiej ucieczce naszym bohaterom udaje się zepchnąć jaguara i Tzekel-Kana do wiru wodnego, który według mieszkańców jest krainą duchów. Miguel zostaje bohaterem, a Tulio schodzi na dalszy plan. Okazuje się, że Cortez ruszył w pogoń za Tuliem i Miguelem i znalazł Tzekel-Kana, który wypłynął przy "płaczącej kobiecie" – skale którą bohaterowie znaleźli wcześniej. Szaman postanawia zemścić się na Tuliu i Miguelu i prowadzi Corteza do El Dorado. Tymczasem Tulio postanawia odpłynąć z El Dorado ze złotem i ze swoją nową miłością – z Chel. Cortez zostaje odkryty i mieszkańcy chcą zawalić jaskinię prowadzącą do El Dorado. Tulio płynie za wolno, bo zacięły mu się żagle od łodzi. Miguel ratuje przyjaciela zwalniając żagle i skacząc na statek. Mówi, że przyjaźń jest ważniejsza od złota i płynie z Tuliem, Chel i Altivo. Jaskinia się zawala, a Tzekel-Kan zostaje pojmany prowadząc Corteza do zawalonej jaskini.

## Obsada
- Kevin Kline – Tulio
- Kenneth Branagh – Miguel
- Rosie Perez – Chel
- Frank Welker – koń Altivo
- Armand Assante – Tzekel-Kan
- Edward James Olmos – wódz Tannabok
- Jim Cummings – Cortes
- Tobin Bell – Zaragoza
- Elton John – Narrator

i inni